# Amalio Rodríguez Telenti

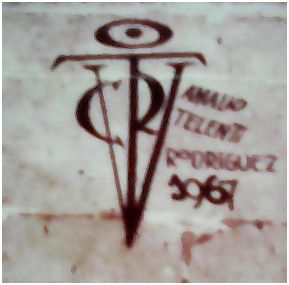
Víctor del muro de la Facultad de Medicina de la Universidad de Salamanca

Amalio Rodríguez Telenti (Gijón, 28 de noviembre de 1927 – Oviedo, 27 de junio de 1982) fue un médico español especializado en medicina interna y, más particularmente, en enfermedades infecciosas.

## Biografía
Hijo del doctor Amalio Rodríguez Vigón y de Josefina Telenti González nació en Gijón el 28 de noviembre de 1927. Realizó los estudios de bachillerato en el Instituto Jovellanos de Gijón y al finalizarlos en 1944 obtuvo el Premio Jovellanos-Habana al mejor expediente académico. Posteriormente estudió Medicina y Cirugía. Los primeros cursos en la Facultad de Medicina de la Universidad de Valladolid y en 1947 traslada la matrícula a Madrid y por concurso de méritos ingresa en Servicio de Medicina del Hospital Provincial que dirige Jiménez Díaz. En abril de 1949 es nombrado por oposición Alumno Interno de la Beneficencia Provincial de Madrid. Se licenció en 1950 y en 1953-1954 realizó dos cursos de doctorado. La tesis doctoral la leyó en la Facultad de Medicina de la Universidad de Salamanca en 1967 (en cuyos muros figura su víctor) que llevó por título Aspectos médicos en la obra del Maestro Fray B. Jerónimo Feijoo.
En 1953, contrajo matrimonio con Luisa Asensio Fernández con quien tuvo cuatro hijos: María Luisa, Mario, Mauricio y Amalio. De ellos dos, Mauricio y Amalio, también son médicos. En 1958, invirtió el orden de sus apellidos pasando a llamarse Amalio Telenti Rodríguez, como recoge esta Real Orden del Ministerio del Ejército. El popular Dr. Telenti falleció por accidente de tráfico, en Oviedo el 29 de junio de 1982.
En su recuerdo, el Ayuntamiento de Oviedo, dio su nombre a la via de acceso a su lugar de trabajo: la Calle del Doctor Amalio Telenti

## Profesión
Apenas acabada la carrera, ingresa por oposición en el Cuerpo de Sanidad Militar. Presta servicios como médico militar, primero en el Regimiento de Montaña n.º  9 en Huesca, en 1952, y luego en Oviedo. Entre 1953 y 1958  perteneció al Regimiento de Infantería Milán n.º  3 donde alcanzó el grado de Capitán Médico. En este periodo fue destinado en dos ocasiones al Protectorado español, Marruecos: el 15 de diciembre de 1956, al Hospital Militar de Chauen, de donde le trasladan el 24 de enero de 1957, a su destino de plantilla, al Hospital Militar de Oviedo y, de nuevo fue destinado en 1958 a Villa Cisneros (de mayo a octubre), causando baja del ejército a petición propia en octubre de 1958. En 1954, inició su trabajo en el Servicio de Patología Digestiva del Hospital Provincial de Oviedo por lo que durante cuatro años compatibilizó su servicio en el ejército con el desempeño de la medicina en la sanidad pública.
En 1964, se integró en los servicios de radiodiagnóstico y cardiología del Hospital General de Asturias, pasando a ser en 1967 Jefe de Servicio de Medicina Interna del mismo Hospital. La Facultad de Medicina de Oviedo le nombra Profesor de Historia de la Medicina, cuyas enseñanzas imparte en los cursos 69-70 y 70-71. En 1975 decide continuar su formación médica y asistir a un curso de siete meses sobre bacteriología en la Clínica Mayo, en Rochester (Minnesota, USA).
De regreso a Asturias en 1976 creó y dirigió el primer Servicio de Enfermedades Infecciosas de España, como apoyo a la clínica, en el hoy HUCA (entonces Hospital General de Asturias, dependiente de la Diputación Provincial de Oviedo).

## Premios y reconocimientos
- Premio Jovellanos-Habana, 1944

## Obras
- «Distrofia miotónica de Steinert y Curschmann» (1960). Anales de la Academia Médico-Quirúrgica Asturiana, II, p. 14
- «Valor de la biopsia pulmonar" (1961-1962). Anales de la Academia Médico-Quirúrgica Asturiana, VIII, p. 89
- «Anemia sideroblástica idiopática adquirida» (1968). Revista Médica del Hospital General de Asturias, III, p. 156
- «Angina intestinal» (1968). Revista Médica del Hospital General de Asturias, III (2), pp. 96–100
- «Inhibidores del factor VIII» (1968). Revista Clínica Española, pp. 109–129
- Aspectos médicos en la obra del Maestro Fray B. Jerónimo Feijoo Archivado el 11 de noviembre de 2016 en Wayback Machine. (1969). Oviedo: Instituto de Estudios Asturianos. Tesis doctoral.
- «Trombosis de cava inferior en el síndrome de Behcet» (1974). Revista Clínica Española, 133 (1), p. 15